# خوسيه رامون ماتشادو فينتورا
خوسيه رامون ماتشادو فينتورا (بالإسبانية: José Ramón Machado Ventura)‏ هو سياسي كوبي، ولد في 26 أكتوبر 1930 في كوبا. حزبياً، نشط في الحزب الشيوعي الكوبي. وقد انتخب النائب الأول لرئيس كوبا ‏ وانتخب عضو في الجمعية الوطنية لكوبا.